# Paolo Bergonzoni
Paolo Bergonzoni (Bologna, 25 marzo 1946) è un ex cestista italiano.

## Carriera
Ha vestito le maglie della Fortitudo Pallacanestro Bologna (di cui è stato a lungo capitano) e della Sebastiani Rieti. Ha preso parte agli Europei 1969 con la Nazionale italiana.